# Vol LAPA 3142
Le 31 août 1999, le Boeing 737-200 effectuant le vol LAPA 3142, un vol intérieur régulier reliant Buenos Aires à Córdoba, en Argentine, s'écrase alors qu'il tente de décoller de l'aéroport Jorge-Newbery. L'accident fait 65 morts - dont 63 occupants de l'avion et 2 personnes au sol - ainsi que des blessures, certaines graves, pour au moins 34 autres personnes. Il s'agit du deuxième accident aérien le plus meurtrier de l'histoire de l'Argentine.
Les pilotes, décédés dans l'accident, n'ont pas sorti les volets et les becs pourtant nécessaires pour le décollage. Ces derniers étaient plongés dans des conversations personnelles ne concernant en rien le fonctionnement de l'avion pendant tout le repoussage, le roulage et juste avant le décollage. Ils ont également ignoré l'alarme de configuration décollage, qui a retenti durant toute la course au décollage, les prévenant que l'avion n'était pas correctement configuré.
L'accident a révélé de nombreuses défaillances critiques dans la gestion de la compagnie aérienne, et plus généralement, dans la gestion de l'aviation civile dans tout le pays, à l'époque contrôlé par la force aérienne argentine.

## Avion et équipage

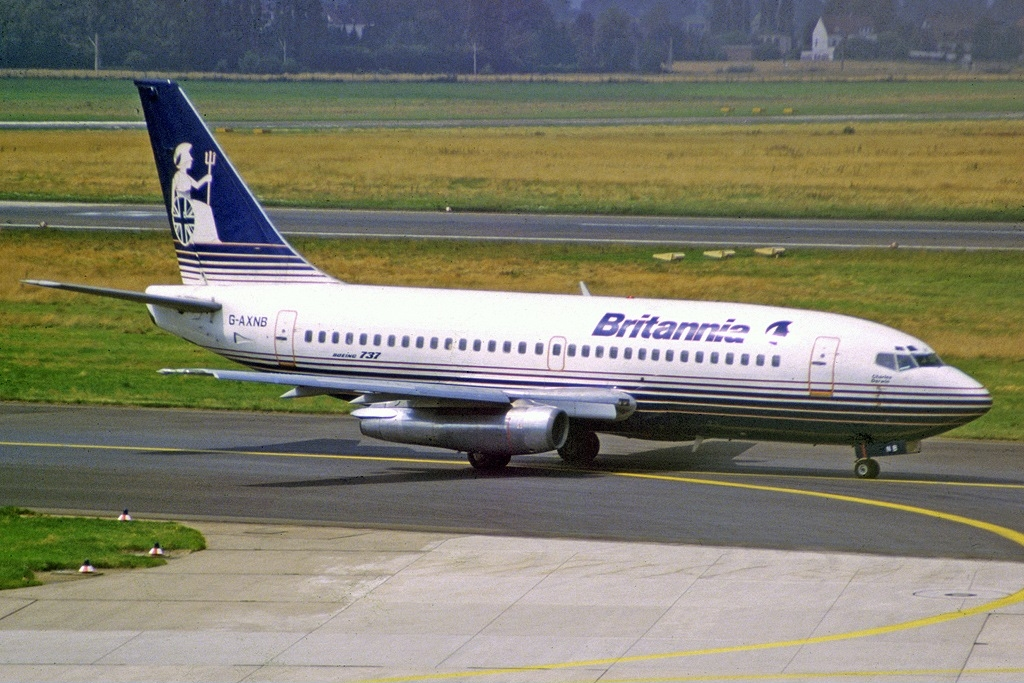
L'appareil impliqué dans l'accident, alors en service pour Britannia Airways, ici à l'aéroport international de Düsseldorf en juillet 1987.

L'avion était un Boeing 737-204C, immatriculé LV-WRZ, numéro de production 20389, ligne 251, et était équipé de moteurs Pratt & Whitney JT8D-9A. Il a volé pour la première fois le 14 avril 1970 et a été livré par Boeing à Britannia Airways le 17 avril de la même année. Il a été enregistré au Royaume-Uni sous l'immatriculation G-AXNB. Près de 20 ans plus tard, le 1er février 1990, l'avion a été vendu à la compagnie aérienne française TAT et enregistré en France sous l'immatriculation F-GGPB.
Enfin, LAPA a pris possession de l'avion le 21 décembre 1996 et l'a enregistré sous l'immatriculation argentine LV-WRZ. Au moment de l'accident, il avait accumulé 64 564 heures de vol et 38 680 cycles de décollage-atterrissage. L'avion avait 29 ans et 139 jours au moment de l'accident. Le vol LAPA 3142 était un vol régulier exploité par la compagnie aérienne argentine Líneas Aéreas Privadas Argentinas et reliant Buenos Aires à Córdoba en Argentine.
Le commandant de bord était Gustavo R. Weigel, 45 ans, et le copilote était Luis Etcheverry, 31 ans. Le commandant de bord comptait 6 500 heures d'expérience de vol, dont 1 700 sur Boeing 737. Le copilote avait effectué environ 560 de ses 4 000 heures à bord sur 737.

## Accident

### Avant le vol
« Le soir de l'accident, le commandant de bord est arrivé à l'aéroport Jorge-Newbery une heure avant le décollage, pour effectuer un vol commercial régulier (LAPA 3142), sur lequel 95 passagers et 5 membres d'équipage devaient être transportés vers l'aéroport de Córdoba.
Le commandant est arrivé avant le copilote et a eu une conversation informelle avec le régulateur de vol en service. Le briefing a commencé avec le reste de l'équipage du vol, et lorsque le copilote est arrivé, ils sont revenus sur les conditions météorologiques - qui étaient bonnes - et les NOTAM pour l'aéroport de destination ainsi que pour les aéroports aux alentours. Ensuite, le copilote s'est rendu à l'avion et le commandant de bord l'a suivi peu de temps après. L'ensemble du briefing a duré environ dix minutes.
Il n'y a eu aucun incident inhabituel pendant le briefing et il n'y a eu aucun commentaire ou attitude hors norme de la part de l'un ou l'autre des pilotes. Selon le régulateur (dispatcher), le commandant avait l'air très bien et aussi énergique que d'habitude et le copilote avait l'air bien. Le copilote, le commissaire de vol et le personnel de cabine sont arrivés en premier dans l'avion.
Le copilote a avisé l'un des mécaniciens assistant l'avion que le besoin en carburant total était de 8 500 kg, le tout devant être stocké dans les réservoirs sur les ailes. Le mécanicien a remarqué qu'il y avait encore du carburant dans le réservoir central et a commencé à transférer le carburant du réservoir central aux réservoirs latéraux lorsque le commandant de bord est arrivé à l'avion.
Avant d'entrer dans le cockpit, il a jeté le dossier technique du vol au sol, montrant sa contrariété, confirmant cette attitude en fermant plus tard le robinet de transfert du carburant entre le réservoir principal et les réservoirs d'aile, un travail qui était en train d'être effectué à ce moment précis par l'assistant mécanicien de vol. Au cours de leurs quatre premières minutes à bord, le commandant de bord, le copilote et le commissaire ont discuté de questions insignifiantes de bonne humeur, en se concentrant sur les problèmes personnels du commissaire. Lorsque ce dernier a quitté le cockpit, la conversation a changé de ton et d'importance alors qu'ils discutaient d'une situation controversée au sujet de leur relation. Le commandant de bord a déclaré, après un reproche de la part du copilote, qu'il « traversait des moments difficiles », ce à quoi le copilote a répondu qu'il passait également une mauvaise journée.
Sans interrompre la conversation, l'équipage a commencé à travailler sur les check-lists, mélangé aux problèmes personnels qui les inquiétaient et qui les ont amenés à mal lire la check-list. Au cours du processus, ils ont omis de sélectionner les volets à la position de décollage appropriée.
Cette situation déroutante, dans laquelle la check-list a été entrecoupé de conversations sans rapport avec la tâche de l'équipage, a persisté pendant le repoussage, le démarrage des moteurs et le roulage jusqu'au moment du décollage, qui a été retardé par d'autres avions en attente avant le vol et par des avions arrivant sur l'aéroport.
Au cours de cette dernière attente, les hommes fumaient dans le cockpit et leur conversation était d'interprétation douteuse. »

### Décollage
Le décollage a commencé sur la piste 13 de l'aéroport à 20 h 53, et alors que l'avion entamait sa course au décollage, le système d'avertissement de décollage (en) (TOWS) a déclenché une alarme dans le cockpit, indiquant que l'avion n'était pas correctement configuré pour le décollage. L'équipage a ignoré l'avertissement et a poursuivi le décollage, ne réalisant pas que les volets et les becs n'étaient pas à la position de décollage requise et étaient complètement rentrés, empêchant ainsi l'avion de décoller. L'alarme a continué de retentir jusqu'à la tentative de décollage, soit pendant 35 secondes.
Alors que les pilotes accélèrent les moteurs pour le décollage et qu'une alarme commence à retentir pour les avertir que l'avion n'est pas correctement configuré, le commandant Gustavo Weigel déclare : « Non, non, non… », « dans ce qui est censé être un moyen de dire à son copilote de ne pas s'arrêter, malgré l'alarme sonore ». Quelques secondes plus tard, le commandant, à nouveau, déclare : « Qu'est-ce que c'est cette mer*e ? », mais il n'obtient de réponse du copilote que les annonces habituelles d'un décollage soit « poussée de décollage réglée, vitesse affichée ». Quelques instants plus tard, le commandant déclare : « Je ne sais pas ce qui se passe, mon vieux, mais tout va bien », à ce à quoi le copilote répond, toujours sous le son de l'alarme de configuration décollage : « 80 nœuds »,.

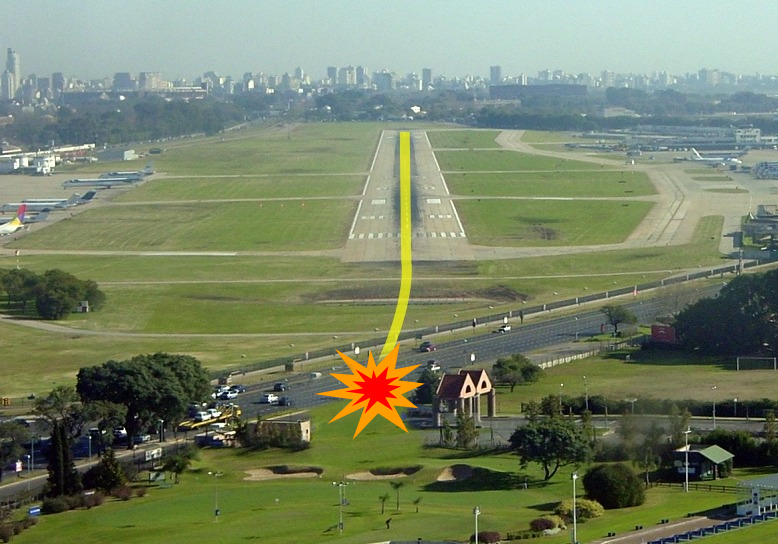
Trajectoire approximative de l'avion.

Après avoir dépassé Vr (la vitesse de rotation), le pilote a tenté de faire cabrer l'avion. Le vibreur de manche s'est déclenché lorsque l'avion est entré dans un décrochage. L'équipage a alors tenté d'interrompre le décollage et a activé les inverseurs de poussées. L'avion a continué sa course et dépassé la piste, franchi la clôture du périmètre de l'aéroport, traversé une route en heurtant une voiture, et est finalement entré en collision avec des engins de construction routier et un remblai où il s'est arrêté, juste avant un terrain de golf. Du carburant renversé sur les moteurs chauds et des fuites de gaz provenant d'une station de distribution du gaz endommagée ont provoqué un incendie qui a détruit l'avion,,.
Les trois membres de l'équipage du cockpit, 60 passagers et deux personnes à l'intérieur d'une voiture ont été tués,,.
Après l'impact, une hôtesse de l'air a tenté en vain d'ouvrir la porte arrière droite qui était bloquée, probablement en raison d'une déformation. Enfin, une autre hôtesse de l'air a réussi à ouvrir la porte arrière gauche, permettant d'évacuer plusieurs passagers avant que l'incendie ne se propage. Le côté droit du fuselage présentait une ouverture par laquelle quelques passagers se sont échappés.
Les pompiers de l'aéroport, ainsi que la police fédérale (en) et la préfecture navale ont combattu l'incendie. L'opération d'évacuation a été dirigée par le service médical d'urgence de la ville (SAME (es)), qui a utilisé 15 ambulances. Compte tenu de la gravité de leurs blessures, les victimes ont été transportées dans différents centres de traitement,.

## Enquête

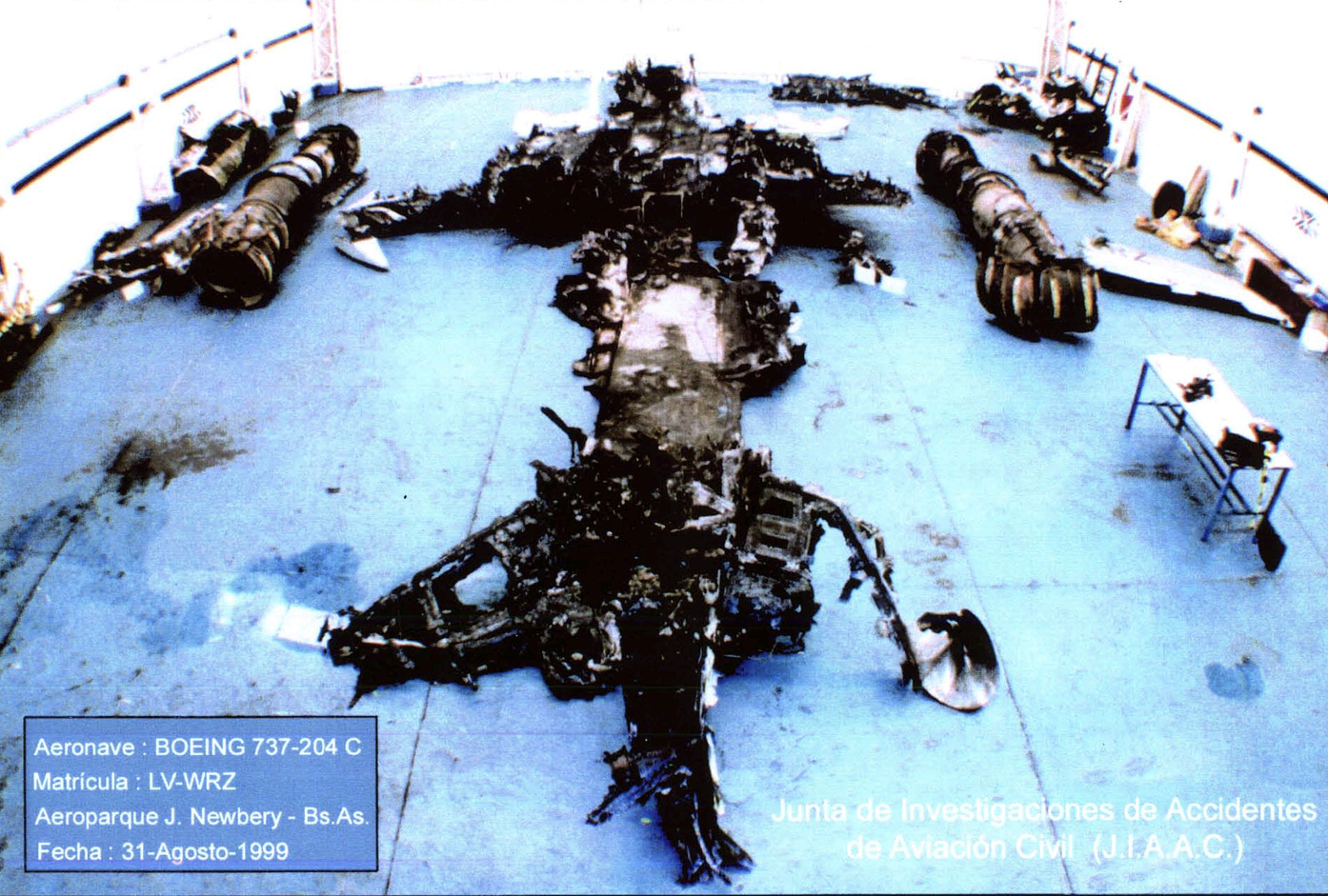
L'épave du 737 impliqué dans le crash du vol 3142.

La Junta de Investigación de Accidentes de Aviación Civil (JIAAC), qui dépend de la force aérienne argentine, a déterminé que les pilotes n'avaient pas configuré correctement l'avion pour le décollage,.
Au cours des trois jours qui ont suivi l'accident, le conseil national de la sécurité des transports américain (NTSB) a envoyé une équipe pour assister le JIAAC dans son enquête. Cette équipe était composée d'un représentant du NTSB et de techniciens de Boeing, Pratt & Whitney et de la Federal Aviation Administration (FAA). Pendant leur séjour en Argentine, ces enquêteurs ont travaillé avec le personnel du JIAAC, formant des équipes selon leurs domaines d'expertise. Les données de l'enregistreur de données de vol (FDR) et de l'enregistreur phonique (CVR) ont été lues au siège du NTSB à Washington.
En ce qui concerne les deux pilotes, le rapport du JIAAC a indiqué que « les enregistrements de leurs entraînements en vol et sur simulateur montraient des caractéristiques de vol négatives répétées, [...], (et) leur mauvaise attitude se manifestait une fois de plus dans des attitudes détendues telles que celles observées à bord du vol 3142. »,.
Même si le rapport indiquait que « les pilotes avaient satisfait aux exigences réglementaires pour être techniquement et psychologiquement qualifiés », et que « leur expérience, à la fois en aviation générale et avec ce type d'avion, convenait au travail qu'ils effectuaient », le procès a par la suite déterminé que le commandant de bord Gustavo Weigel n'était pas apte à voler, car sa licence de vol était expirée,.
Même si les problèmes personnels entourant les pilotes ont eu une influence très importante sur l'accident, l'enquête judiciaire réalisée au cours des années suivantes s'est également concentrée sur la preuve que le manque de contrôles par la force aérienne argentine, qui exerçait le contrôle sur l'aviation civile, et l'organisation de la culture de sécurité au sein de LAPA ont également joué un rôle crucial dans les événements qui ont mené à l'accident,.
L'enquête a conclu que les moteurs fonctionnaient presque certainement jusqu'à l'impact final, bien que leur comportement à ce moment particulier n'ait pas pu être déterminé avec précision. Néanmoins, à la lecture de l'enregistreur de données de vol (FDR), il a été observé que les deux moteurs avaient une poussée égale et étaient réglés pour fournir une poussée au décollage avant que la puissance ne soit réduite et que les inverseurs de poussée ne soient appliqués. Afin de déterminer s'il y a eu un impact d'oiseau, l'Institut national de recherche en sciences naturelles a réalisé une étude avec des résultats négatifs.
Il était important pour l'enquête d'établir la position des activateurs mécaniques sur les volets et les becs, car leur manque de déploiement était une cause fondamentale de l'accident. Les volets allongés modifient les caractéristiques aérodynamiques de l'avion, ce qui lui permet de décoller du sol à une vitesse inférieure sur une distance plus courte que ce qui serait possible sans volets. Même s'il avait été possible d'atteindre la vitesse de décollage sans volets, il aurait fallu disposer de suffisamment de piste pour le faire.
La principale constatation dans les restes de l'avion était que tous les vérins à vis sans fin des volets examinés étaient en position rétracté, ce qui indique que les volets n'étaient pas déployés,. Cela correspond à la commande des volets dans le cockpit, qui était également en position zéro et les relevés du FDR indiquent qu'ils étaient rétractés,. Le son de l'alarme du TOWS, enregistré par l'enregistreur phonique (CVR, a indiqué qu'il y avait un problème avec la configuration de l'avion pour le décollage,. L'enregistrement a montré qu'au moment du départ, les volets et les becs n'étaient pas dans la bonne position pour le décollage.

### Causes
Selon la commission d'enquête, la cause immédiate de l'accident était que « l'équipage du cockpit du vol LAPA 3142 a oublié de sortir les volets et les becs pour le décollage, et a ignoré l'alarme qui les informait de l'erreur de configuration pour le décollage ».

### Facteurs contributifs
Le rapport du JIAAC cite les facteurs suivants comme contribuant à l'accident :
- Manque de discipline de l'équipage, qui n'a pas fait la réaction logique d'interrompre le décollage et de vérifier les erreurs lorsque l'alarme a retenti au démarrage des moteurs et qu'elle a continué de retentir jusqu'à la tentative de décollage[JIAAC 12].

- Excès de conversations non pertinentes pour le vol et moments d'intensité émotionnelle significative entre les pilotes qui se sont mélangés à la lecture des check-lists, entraînant l'omission de la partie des procédures où les volets doivent être sortis[JIAAC 12].
- Problèmes personnels, familiaux, économiques et autres problèmes concernant la vie privée des deux pilotes qui ont nui à leur capacité de travail[JIAAC 12].
- Dépistage psychologique insuffisant, entraînant l'incapacité de détecter quand les pilotes souffraient de problèmes personnels qui ont influencé leur capacité en tant que pilotes[JIAAC 12].
- Connaissance et discussion des affaires très personnelles et non liées au travail parmi les pilotes et avec le personnel de l'aéroport qui a favorisé une atmosphère manquant de concentration nécessaires pour les tâches opérationnelles[JIAAC 12].
- Aggravation du comportement négatif du commandant de bord en vol par sa situation personnelle et ses interactions dans le cockpit avant et pendant l'urgence[JIAAC 14].
- Précédentes caractéristiques de vol négatives du copilote qui se sont manifestées lors de la lecture des check-lists, toutes survenues dans un poste de pilotage dont les occupants ont porté leur attention sur des problèmes personnels sans rapport avec le vol[JIAAC 14].
- Absence de reconnaissance immédiate ou de corroboration par les pilotes de la relation entre le type d'alarme sonore et la configuration de décollage incorrecte, et échec de l'utilisation correcte des volets pour le décollage[JIAAC 14].
- Conception du système d'alarme du Boeing 737 qui ne garantissait pas que l'équipage réponde aux informations qu'il leur fournissait et leur permettait de poursuivre le décollage malgré tout[JIAAC 14].

## Procédure pénale
Après l'accident, l'affaire pénale est restée entre les mains du juge fédéral Gustavo Literas qui, au cours des premiers mois, a reçu le rapport préliminaire du JIAAC et recueilli les témoignages de dizaines de mécaniciens de LAPA. La poursuite pénale s'est concentrée sur la preuve que les politiques et l'organisation de la compagnie, dépourvues des contrôles de l'armée de l'air argentine (qui contrôlait l'aviation civile à l'époque), étaient des facteurs principaux ayant conduit à l'accident.
Début mars 2000, le juge a appelé 540 personnes à témoigner, pour la plupart des pilotes, copilotes et agents de bord de LAPA. À partir de ce moment, l'enquête s'est concentrée sur la théorie selon laquelle, en plus des erreurs des pilotes, la cause ultime de l'accident résultait également dans des problèmes structurels dans la gestion des opérations aériennes de LAPA. Au cours des deux premières semaines de mars, des témoignages ont été recueillis auprès de quelque 140 personnes et à ce moment-là, presque tous les survivants avaient également témoigné.
Le 14 mars 2000, le juge Carlos Liporaci, qui avait remplacé le juge Literas pendant ses congés, a ordonné une perquisition au siège de LAPA et de leur salle d'opération à l'aéroport Jorge-Newbery, saisissant les dossiers des pilotes de la compagnie,. Le secrétaire du tribunal, Pablo Bertussi, a déclaré : « Lorsque l'accident s'est produit, nous n'avons pris que les dossiers des pilotes de ce vol. Maintenant, nous voulons examiner ceux des autres pilotes de cette compagnie ». Le 18 mai 2000, neuf mois après l'accident, le JIAAC a remis son rapport final sur l'accident au juge,.

### Actes d'accusation
Le 24 mai 2000, le juge a appelé à l'inculpation de plusieurs membres de LAPA et certains militaires, dont Gustavo Andrés Deutsch, président de LAPA ; l'ancien chef de la force aérienne argentine, le général de brigade Rubén Monténégro (à la retraite) ; l'ancien chef de la Division nationale de l'aéronavigabilité, le brigadier Juan Baigorria (à la retraite) ; l'ancien chef de la division des évaluations, le commodore Damián Peterson (à la retraite) ; l'ancien titulaire de l'Institut national de médecine aéronautique et spatiale, le commodore Diego Lentino (à la retraite) ; et l'ancien chef du Commandement des régions aériennes, le brigadier-major Enrique Dutra. Le juge a également ordonné la saisie des avoirs de Gustavo Deutsch et de 11 autres dirigeants de LAPA pour un montant de 60 millions de pesos,.
L'enquête a mis en évidence l'absence d'une politique de ressources humaines au sein de LAPA. « Il devait y avoir plus d'expertise et de rigueur dans les tests pilotes. Nous avons détecté de la négligence et de la flexibilité », a expliqué une source judiciaire de haut rang au quotidien Página/12. « Aucune des inspections de la force aérienne argentine que le commandant de bord Gustavo Weigel a subies n'a permis de détecter ses performances anormales prouvées », a également rapporté le quotidien.
Le 22 juin 2000, Gustavo Deutsch, président de LAPA, a comparu pour sa déclaration et a répondu à plus de 100 questions du juge et des procureurs généraux. Le quotidien La Nación a rapporté que selon une source judiciaire, Gustavo Deutsch « n'a pas révélé d'informations utiles à l'enquête ». Malgré cela, il a été le seul responsable de LAPA à répondre aux questions, les autres ayant choisi de ne pas répondre.
À la fin du mois d'août, près du premier anniversaire de la tragédie, l'enquête avait accumulé 1 600 pages de conclusions dans 80 sections, elle avait entendu 1 500 témoins et 34 actes d'accusation, pour l'ensemble du conseil d'administration de LAPA et plusieurs anciens chefs de la force aérienne argentine, avaient été enregistrés par la voie judiciaire. À ce stade, les diverses sources d'information avaient fourni suffisamment de preuves pour montrer que, bien que la cause directe de l'accident soit une erreur humaine, le pilote n'était pas en état de commander un avion. Ainsi, la responsabilité incombait également en partie aux responsables de l'entreprise et à divers chefs de haut rang de l'armée de l'air.
Début novembre 2000, la deuxième session de la Cour d'appel fédérale a annulé la confiscation des 60 millions de pesos que le juge avait ordonnée contre les responsables de LAPA.

### Charges et accusations
Le 22 décembre 2000, dans une résolution de 1 200 pages, le juge Gustavo Literas a inculpé quatre responsables de LAPA et trois membres de la force aérienne argentine,. Les responsables de LAPA ont été inculpés pour « négligence criminelle catastrophique ayant entraîné la mort » (estrago culposo) et comprenaient :
- Gustavo Andrés Deutsch - Président.

- Ronaldo Patricio Boyd - Directeur général.

- Fabián Chionetti - Directeur des opérations.

- Nora Arzeno - Responsable des ressources humaines.

De même, plusieurs membres de l'Armée de l'air ont été poursuivis pour « manquement à leurs devoirs dans la fonction publique » :
- Brigadier-major Enrique Dutra (retraité) - Chef du Commandement des régions aériennes.

- Commodore Carlos Petersen (retraité) - Directeur de l'autonomisation et de la promotion.

- Commodore Diego Lentino (retraité) - Directeur de l'Institut national de médecine aéronautique et spatiale.

Lorsque la résolution a été publiée, elle a également appelé à la saisie des actifs du président de LAPA, Gustavo Deutsch, pour un montant de 40 millions de pesos, 500 000 pour le directeur général Ronaldo Boyd, 100 000 pour chacun des autres dirigeants et 50 000 pour les militaires. Tous les accusés ont échappé à l'incarcération.
En ce qui concerne le motif derrière l'accusation des responsables de LAPA, le juge Literas a déclaré : « Il existe, à première vue, des éléments suffisants pour soutenir que les accusés ont négligé de s'acquitter des devoirs et obligations dont ils avaient la charge, créant ainsi une situation dangereuse qui a finalement provoqué la catastrophe faisant l'objet de l'enquête, depuis l'arrivée du commandant Gustavo Weigel dans la compagnie et permettant l'évolution de sa carrière en son sein, jusqu'au moment où cet équipage s'est réuni et était en charge du vol 3142 le 31 août 1999 ».
La résolution indique également que « une grande partie des pilotes ont violé leurs périodes de repos annuel, et concernant l'activité des cadres de LAPA, une gestion imprudente en matière de sécurité et surtout dans le processus de sélection du personnel était évidente ».
En ce qui concerne le motif derrière l'accusation du personnel militaire, le juge a fait le commentaire suivant au sujet du commandement des régions aériennes (CRA) de la force aérienne argentine : « Le CRA n'a pas établi de politique claire pour la sélection des inspecteurs, ni de plans pour la formation initiale et périodique de son personnel qui prévoient uniquement le minimum nécessaire au développement de ses fonctions dans les domaines de la gestion des licences et de la supervision des opérations ».

### Changement de juge
En mars 2001, le juge Gustavo Literas a démissionné de son poste et l'affaire est passée entre les mains du juge Claudio Bonadio (en).
Deux ans après sa création, le dossier de l'affaire comprenait 110 sections, plus d'un millier de témoignages et sept personnes accusées qui attendaient la décision de la Cour fédérale quant à savoir si elles seraient soumises à un procès devant jury. Le juge a également accepté Nora Nouche, la partenaire du copilote, comme plaignante et a reconnu le copilote comme une autre victime plutôt que comme l'une des personnes responsables.
Le 8 novembre 2001, l'affaire a de nouveau changé de juge et est tombée sous la responsabilité du juge Sergio Torres.

### Suite du procès
Environ huit mois plus tard, le 15 juillet 2002, la deuxième session de la Cour d'appel fédérale a confirmé les accusations de Gustavo Deutsch, Ronaldo Boyd et Fabián Chionetti, ainsi que la révocation de l'accusation portée contre Nora Arzeno. La Cour a également révoqué le licenciement d'Alfredo De Víctor et de Valerio Diehl, les prédécesseurs de Fabián Chionetti dans la gestion des opérations de LAPA, ainsi que de José María Borsani, chef de la division Boeing 737 de LAPA. Dans le même temps, elle a reconnu l'absence de preuves concernant l'accusation des instructeurs de vol Vicente Sánchez, Alberto Baigorria, José Héctor García et Juan Carlos Ossa,.
Parmi les responsables militaires, la Cour fédérale a décidé de révoquer les accusations portées initialement contre Enrique Dutra, Damián Peterson et Diego Lentino.

Le quotidien La Nación a fait le commentaire suivant au sujet de la résolution de la Cour :
Le point central de la résolution des membres du Congrès est l'analyse du parcours professionnel de Gustavo Weigel. À partir de cette évaluation, soutiennent-ils, « on peut affirmer l'existence d'actes de négligence de la part de ces personnes (les accusés) qui, d'une manière ou d'une autre, ont permis au pilote (Weigel) de commander un avion de ligne ».
Les juges ont compris que, considérant que l'un des principes fondamentaux de l'activité aéronautique est la sécurité, « il ne faut pas passer outre ni minimiser les erreurs commises par l'équipage lors des examens initiaux ou récurrents (examens de recertification des compétences), que ce soit en vol ou dans un simulateur, qui fournissent des observations comme celles qui figuraient dans le dossier du pilote décédé ».
Ils ont ainsi dénombré une longue série d'erreurs et le manque d'attention commis par le pilote lors de ses examens. Selon les éléments contenus dans le dossier qui ont été intégrés au dossier judiciaire, il a été noté dès avril 1994 que Weigel « paraissait lent » et « qu'il devrait améliorer sa maîtrise des listes et des procédures ... Il a réussi son examen de pilote avec le score minimum » et a ensuite été certifié par ses instructeurs,.

La même année, son dossier affirmait que Weigel devait améliorer sa coordination dans le cockpit et son utilisation des check-lists. « Une évaluation a montré qu'il n'était pas informé de son rôle approprié, en conséquence, il ne menait pas bien et  cela conduisait à un manque de sécurité et de coordination dans le cockpit ».
Le 17 octobre 2002, des procureurs fédéraux ont demandé une nouvelle accusation contre Enrique Dutra, Damián Petersen, Diego Lentino et Nora Arzeno, dont la Cour fédérale avait annulé les charges,.
Le lendemain, le quotidien Clarín a révélé que les procureurs fédéraux « dans une lettre de 40 pages, présentée au juge fédéral Sergio Torres, ont déclaré qu'au moment de l'accident, il n'y avait pas de manuel d'exploitation révisé  et approuvé fourni par le commandement des régions aériennes, et que ce document est obligatoire et doit détailler l'organisation et la structure administrative de la compagnie aérienne jusqu'à l'équipement minimum qu'un avion doit avoir, y compris les procédures à suivre en cas d'accident. ». De plus, « les anciens chefs du commandement sont également accusés d'avoir endossé Juan Antonio Fortuny, un inspecteur opérationnel des compagnies aériennes qui ne remplissait pas les conditions requises pour son poste. Et c'est précisément lui qui a approuvé Gustavo Weigel, le commandant de bord du vol LAPA 3142. »
Enfin, le quotidien déclare : « C'est pourquoi l'accusation soutient que Enrique Dutra et Damián Peterson n'ont pas rempli leurs devoirs d'agents publics et accuse également Diego Lentino d'avoir approuvé l'examen psychophysique du commandant Gustavo Weigel et du copilote Luis Etcheverry avec des méthodes qui, selon les experts, ne servent pas à évaluer l'aptitude à commander un avion. Et ils notent que même dans ces études, il a été détecté qu'ils n'étaient pas en condition mais qu'ils étaient toujours autorisés à voler. Weigel avait « un état d'instabilité émotionnelle et de stress, avec une augmentation des comportements impulsifs » et Etcheverry « un état d'inquiétude et de stress avec des symptômes d'insomnie, avec les états de fatigue qui en découlent ». »
Dans le même temps, La Nación a affirmé que « Nora Arzeno était responsable d'un fait peu connu : Gustavo Weigel, alors qu'il n'aurait pas dû être autorisé à voler après ses actions précédentes, n'aurait pas non plus dû être aux commandes d'un avion le jour de la tragédie puisque sa licence était expirée. Le 5 août 1999, Weigel aurait dû suivre le cours annuel de gestion des ressources de l'équipage (CRM). Le suivi de ses cours - vitale pour la validité des licences - dépendait précisément de Nora Arzeno ».
Un peu plus d'un an plus tard, le 1er décembre 2003, la deuxième session de la Cour fédérale a confirmé les accusations portées contre Enrique Dutra, Damián Peterson et Diego Lentino, les accusant de délits « d'abus de pouvoir et de manquement aux obligations de la fonction publique ». Parmi les raisons invoquées par les juges, on peut citer le manque de contrôles par la compagnie aérienne et le fait que « les examens que les membres de l'équipage passaient étaient clairement insuffisants pour présenter un profil clair des individus ».
En outre, la Cour a révoqué le licenciement de Nora Arzeno, responsable des ressources humaines de LAPA, et l'a accusé de négligence. Les juges ont déclaré que « le comportement humain ne se produit pas sans raison, mais il est le reflet de l'environnement d'entreprise et réglementaire dans lequel il se déroule ». Pour les membres du Congrès, il y avait une « relation claire » entre les cours que le pilote Weigel n'avait pas suivis et « les violations qui se sont produites dans le cockpit » ce jour fatidique, ce qui n'a pas été détecté par les personnes qui contrôlaient le processus.
Le 10 septembre 2004, le procureur fédéral Carlos Rívolo a demandé que les accusés soient soumis à un procès public avec jury. La demande, d'environ 600 pages, appelait un jugement sur Gustavo Deutsch, Ronaldo Boyd, Fabián Chionetti, Nora Arzeno, Valerio Diehl et Gabriel Borsani pour « négligence criminelle catastrophique ». Dans le même temps, il a demandé le jugement d'Enrique Dutra, Damián Peterson et Diego Lentino, demandant qu'ils soient inculpés pour « manquement aux obligations de la fonction publique ».
Concernant cette demande, le procureur Rívolo a déclaré que « le pilote de l'avion détruit, Gustavo Weigel, tué dans l'accident, avait une licence de pilote expirée et que, avant le décollage, il n'avait pas contrôlé si les portes étaient fermées car il disait qu'il « oubliait toujours de fermer les portes » ».
Le 9 juin 2005, la Cour d'appel fédérale a rejeté les requêtes proposées par plusieurs des accusés et les a ordonnées de subir un procès avec jury. Le site d'information Infobae a commenté : « La Cour a soutenu que d'une « simple lecture » de l'accusation est apparue une description claire de la façon dont les événements se sont produits et des accusations contre les administrateurs, en relation aux erreurs commises par le pilote et copilote du vol comme reflet de l'inconscience qui a entraîné le non-respect du principe de la sécurité des vols ».
Le 5 juillet 2005, le juge Sergio Torres a jugé le processus achevé et a renvoyé tous les accusés devant un jury, formant ainsi un tribunal pour les juger. Neuf personnes ont fini par être accusées : six responsables de LAPA et trois membres de la force aérienne argentine. Gustavo Deutsch (ex-président de LAPA), Ronaldo Boyd (directeur général de LAPA), Fabián Chionetti et Valerio Diehl (directeurs des opérations de LAPA), Gabriel Borsani (chef de la ligne 737 de LAPA) et Nora Arzeno (directrice des ressources humaines de LAPA) ont été accusés de négligence criminelle. Pour manquement à leurs obligations dans la fonction publique, les accusés étaient Enrique Dutra (ex-commandant des régions aériennes), Damián Peterson (ex-directeur de la division des évaluations) et Diego Lentino (ex-directeur de l'Institut national de l'aéronautique et Médecine aérospatiale).
Dans sa résolution, le juge a rappelé que « le manque de contrôle efficace et, par conséquent, la prise de mesures par les responsables de la société LAPA S.A. au niveau décisionnel ont été déterminants pour l'accident, en ce qui concerne les aspects liés à la sécurité des vols ». Enfin, Infobae a déclaré : « De cette façon, il a tenu les responsables de la compagnie aérienne responsables d'avoir accompli « de manière négligente » les responsabilités de leurs postes, notamment en engageant le pilote Gustavo Weigel, permettant le développement de toute sa carrière dans l'entreprise. Le jugement définitif de l'affaire a été retardé par des requêtes, déposées par la défense de plusieurs accusés afin de ralentir le procès devant jury, qui ont finalement été rejetées quelques semaines plus tard par le Tribunal fédéral de Buenos Aires ».

### Verdict, conclusions et annulation des condamnations
En somme, le blâme est tombé sur le pilote Gustavo Weigel, décédé dans l'accident, et sur ceux qui étaient chargés de suivre ses performances professionnelles.
Le 23 juillet 2005, l'un des accusés, Enrique Dutra, a été retrouvé mort dans une voiture garée dans son garage, dans le quartier Cordoban de Villa Carlos Paz. L'hypothèse principale indique qu'il s'agissait d'un suicide.
Le 28 février 2006, les deux anciens membres de la force aérienne argentine ont demandé au tribunal de rejeter les charges retenues contre eux en raison du délai de prescription. Selon leur demande, qui a été acceptée, l'affaire à leur encontre aurait dû être classée car plus de quatre ans se sont écoulés entre les premières accusations et la condamnation, et le crime dont ils étaient accusés était passible d'une peine maximale de deux ans. Néanmoins, la partie plaignante a fait appel de la décision et l'affaire a été portée devant la Haute Cour. Quant aux responsables de LAPA, ils ont été accusés de négligence suivie de mort, un crime passible d'une peine maximale de quatre ans de prison.
Le 3 février 2010, Gabriel Borsani (ancien chef de la ligne 737 de LAPA) et Valerio Diehl (ancien directeur des opérations de LAPA) ont tous deux été reconnus coupables de négligence criminelle et ont tous deux été condamnés à trois ans de prison avec sursis, tandis que les six autres accusés, dont l'ancien propriétaire de LAPA, Gustavo Deutsch, Fabián Chionetti et Nora Arzeno, ont été acquittés de toutes les charges,,. Le 11 février 2014, l'acquittement de tous les accusés restants a été confirmé par la quatrième chambre de la Chambre fédérale de cassation, le temps nécessaire pour traduire en justice tous les accusés dépassant les délais légaux. L'ensemble de l'affaire a été considérée comme un cas d'impunité,,, et personne ne fut finalement inculpé,,,.
La compagnie aérienne LAPA a déposé une demande de mise en faillite en mai 2001, et a ensuite cessé ses activités en avril 2003,.
Le président de LAPA à l'époque de l'accident du vol LAPA 3142, Gustavo Andy Deutsch, est décédé avec sa femme dans l'accident de son petit avion privé le 15 septembre 2014,.
Enfin, comme rapporte le quotidien La Nación pour le 20ème anniversaire de l'accident, en 2019, « la négligence fatale (des pilotes) n'était pas étrangère à un contexte défectueux qui, on le sait maintenant, faisait partie d'une culture opérationnelle typique de LAPA, qui dans son équation économique et financière a tout simplement retiré la sécurité. Vint ensuite le stade des appels qui allonge au maximum les délais de procédure. Plus d'une décennie a exigé que le juge mette fin au procès avec des peines légères pour seulement deux accusés. Enfin, entre 2012 et 2013, des déclarations de Cassation distinctes ont décrété la prescription de l'affaire, ce que la Cour a confirmé en 2014. Ce fut le dernier chapitre du vol 3142 ».

## Médias
L'accident a fait l'objet d'un épisode dans la série télévisée Air Crash nommé « Discussions mortelles » (saison 17 - épisode 9).
Le film Whisky Romeo Zulu a présenté l'histoire de l'accident au cinéma. Il a été écrit, réalisé et joué par Enrique Piñeyro, un acteur, médecin et ancien pilote de LAPA. Le film est une reproduction fictive du contexte de l'accident vu par les yeux de Piñeyro lui-même, qui a été pilote pour LAPA de 1988 à 1999. Piñeyro a démissionné de son poste en juin 1999 — deux mois seulement avant l'accident — après avoir exprimé ses préoccupations concernant la politique de sécurité de la compagnie aérienne,. Dans son article sur le film, le journaliste Thomas Sotinel du journal Le Monde commente : « C'est l'armée de l'air qui contrôle le trafic aérien, ce sont des amis des généraux qui dirigent les nouvelles compagnies privées comme la Lapa ; moyennant finances, les premiers ferment les yeux sur les manquements à la sécurité ».